# John Braine
John Gerard Braine (13 de abril de 1922-28 de octubre de 1986) fue un novelista inglés.
Nacido en Bradford, Yorkshire, Braine dejó la St. Bede's Grammar School a los 16 años y trabajó en una tienda, un laboratorio y una fábrica antes de hacerse bibliotecario tras la Segunda Guerra Mundial. Aunque escribió doce obras de ficción, hoy se le recuerda sobre todo por su primera novela, Room at the Top  (Un lugar en la cumbre) (1957), que también tuvo una exitosa versión cinematográfica en (1959). Braine suele asociarse al movimiento de los Angry Young Men ("jóvenes airados", corriente iconoclasta de la literatura inglesa de mediados del siglo XX).